# Il Naviglio
Il Naviglio è un dipinto di Achille Cattaneo. Eseguito nel 1925, appartiene alle collezioni d'arte della Fondazione Cariplo.

## Descrizione
Si tratta di uno degli innumerevoli scorci milanesi che Cattaneo eseguì negli ultimi anni della sua carriera.

## Storia
Eseguito nel 1925, il dipinto fu acquistato dall'Istituto Bancario Italiano nel 1988; nel 1991 confluì nel patrimonio della Fondazione Cariplo.